# Ричи, Джордж Уиллис

Джордж Уиллис Ричи (англ. George Willis Ritchey; 31 декабря 1864, Tuppers Plains, Огайо — 4 ноября 1945, Азуса, Калифорния) — американский астроном и конструктор телескопов.

## Биография
Родился в Тапперз-Плейнз (штат Огайо), в 1887 окончил университет в Цинциннати. В 1896—1904 работал в Йеркской обсерватории, руководил работами по конструированию астрономических инструментов, в 1901—1905 преподавал также астрономию в Чикагском университете. В 1905—1924 возглавлял оптическую и механическую мастерские обсерватории Маунт-Вилсон. В 1924—1930 — заведующий лабораторией астрофотографии Парижской обсерватории, в 1930—1936 работал в Морской обсерватории в Вашингтоне.

## Научный вклад
Основные труды в области технологий изготовления телескопов.
Разработал технологию шлифования, полирования и испытания больших параболических зеркал; сконструировал необходимое для этого оборудование, изобрёл новую, «плавающую» систему разгрузки зеркал в телескопах, усовершенствовал монтировку и часовое ведение. Разработал конструкцию и изготовил оптику многих больших телескопов: 24-дюймового рефлектора Йеркской обсерватории (1901), горизонтального солнечного телескопа обсерватории Маунт-Вилсон (30-дюймовый целостат, 24-дюймовые объектив и плоское зеркало), 60-дюймового (1908) и 100-дюймового рефлекторов обсерватории Маунт-Вилсон, 40-дюймового телескопа Морской обсерватории. Два больших рефлектора обсерватории Маунт-Вилсон, обладающие отличными оптическими качествами, долгое время были самыми большими в мире и сыграли выдающуюся роль в развитии астрономии в первой половине XX в.
Усовершенствовал методы астрофотографии (улучшил качество эмульсий и технику проявления негативов, ввёл подвижную платформу для кассеты — так называемую кассету Ричи). Получил с 60- и 100-дюймовыми телескопами большое количество превосходных фотографий спиральных и других туманностей, Луны.
В 1917 открыл две новые звезды в туманности Андромеды (M31), новую в галактике NGC 6946. Открытие Ричи новых звёзд в спиральных туманностях явилось первым указанием на звёздный состав этих объектов. Оценил расстояние и размеры M31, которые Э. П. Хаббл подтвердил позднее по цефеидам. Совместно с А. Кретьеном изобрел новую апланатическую систему рефлектора (видоизменённая схема Кассегрена), обладающего большим неискажённым полем. Система Ричи — Кретьена в последнее время широко используется при создании больших рефлекторов. Предложил схему ячеистого зеркала, которая позволяет создавать большие зеркальные объективы.
В его честь назван кратер на Луне и кратер на Марсе.